# Войцех Северин
Во́йцех Севе́рин (пол. Wojciech Seweryn; 31 серпня 1939, Тарнів — 10 квітня 2010) — американський скульптор польського походження.

## Біографія
Войцех Северин народився 31 серпня 1939 року в галицькому місті Тарнів. Тут закінчив школу мистецтв, потім навчався в Академії мистецтв імені Яна Матейка, що знаходиться в Кракові. У середині 70-х років минулого століття виїхав на постійне проживання до Чикаго (США). Син офіцера 16-го піхотного полку, розстріляного разом з іншими польськими офіцерами в Катині. Був автором меморіалу жертвам Катині в штаті Іллінойс, відкриття якого відбулося у 2009 році. Перебував на борту президентського літака, що зазнав аварії під Смоленськом, внаслідок чого всі пасажири й екіпаж загинули.